# 胡威威
胡威威（1993年3月3日—）是一名中国足球运动员，客家人，现效力于中冠联赛球队深圳壆岗，司职前锋。

## 俱乐部生涯
胡威威在东莞南城接受青训，曾经被交流到四川的明宇足球学校训练。2011年，他进入东莞南城一线队参加中乙联赛。他在2011赛季出场16次，射进1球，东莞南城进入总决赛，但最终位列第四名，冲甲失败。2012赛季，东莞南城被视为升级的热门球队，但最终他们只在南区获得第六名，未能获得参加总决赛资格。胡威威在这个赛季出场17次，进球1个。
2012年11月，胡威威和队友方镜淇、李伟新、杨超声、廖力生、张兴博以及王睿一起被中超球队广州恒大签下。2013赛季，他主要参加预备队联赛。2013年8月7日，他在2013年中国足协杯第五轮第68分钟替补石鸿俊出场，首次代表广州恒大在正式比赛出场，最终帮助广州恒大在常规时间内2比2战平杭州绿城，并最终点球决胜击败对手晋级四强。
2015年2月11日，胡威威转会加盟中甲联赛球队青岛中能，但机会不多，直至降级至中乙联赛才成为主力。2018年他加盟另一支中乙球队深圳雷曼，但赛季结束后俱乐部解散。2019年初，成为自由身的胡威威和弟弟胡扬扬一起签约中冠联赛业余队深圳壆岗，并在首轮联赛中打进一球，帮助球队5-0取得开门红。

## 国家队生涯
胡威威曾作为国少队长出战2010年亚少赛，在预选赛阶段攻进8球，是队内射手王。